# Miquel Joan Josep Brial i Roig
Miquel Joan Josep Brial i Roig, dit Dom Brial (Perpinyà, 26 de maig del 1743 - París, 24 de maig del 1828), fou un monjo benedictí i erudit historiador rossellonès. Membre de l'Institut de França, s'especialitzà en història i literatura medieval i produí una extensa obra en francès i llatí.

## Vida
Brial nasqué a Perpinyà el 26 de maig de 1743, fill d'Ignasi Brial i de Teresa Roig. Esdevingué monjo benedictí el 1764 a la Congregació de Sant Maur de Tolosa. El 1767 fou promogut als ordes menors a Carcassona i ordenat prevere a Vasats el 1770.
El 1771 es desplaçà a París al monestir dels Blancs-Manteaux i començà a col·laborar en la continuació del Recueil des Historiens de la France (Recull dels Historiadors de França), obra magna d'unificació de tots els documents i estudis d'història de França, del qual se'n publicaren dos toms durant aquest període, l'11è i el 12è, el 1781 i 1786 respectivament.
Residí al monestir fins al 1790, quan fou suprimit per l'Assemblea Constituent i fou traslladat a l'abadia de Saint-Germain-des-Prés. La seva feina de recopilació i estudi de documents va veure's poc alterada pels esdeveniments polítics de la Revolució, atesos els seus costums austers i poc visibles a la vida pública. Però no la producció editorial, que va quedar momentàniament interrompuda. L'Institut de França, el 1796, li sol·licità formalment fer-se càrrec de la continuació del Recull. Treballant amb un mètode rigorós i incansable va reeixir en publicar encara sis toms més de la col·lecció, fins al 18è, del 1806 al 1822, i va deixar pràcticament llest el 19è, que no va ésser a temps de veure imprès.
El 1805, Brial fou escollit membre de l'Institut de França i entrà a formar part de l'Acadèmia de les inscripcions i llengües antigues. Va col·laborar a l'edició de l'Histoire littéraire de la France (Història Literària de França) i va publicar una quantitat considerable d'articles a les Mémoires de l'Académie (Memòries de l'Acadèmia).
Fins passats els vuitanta anys va estar treballant sense defalliment però, a partir de 1824, la seva salut s'anà afeblint i el 24 de maig de 1828 moria a París, quan faltaven només dos dies per al seu 84è aniversari.

## Les escoles en francès al Rosselló
A les darreries de la seva vida, com a agraïment al Rosselló la seva terra d'infantesa i convençut que els estudis de joventut marquen totalment l'esdevenidor de les persones, va disposar que fossin creades escoles per nois i per noies als pobles de naixement del seu pare i la seva mare: Baixàs i Pià, respectivament. El 1826 va establir una renda perpètua per a pagar-ne els mestres i va imposar la condició que els alumnes fossin ensenyats en llengua francesa per tal de facilitar-los una posterior incorporació a estudis superiors.